# 米谷真一
米谷 真一（よねや しんいち、1993年8月5日 - ）は、日本の元子役、 元社会人野球選手（投手）。

## 経歴
子役として東京児童劇団に所属し、ドラマやCMにも出演して活躍していた。特に『タモリ倶楽部』の「空耳アワー」では子役としては一番出ていた。野球は小学3年生のときから始め、2006年夏の中学1年次に撮影が行われた映画『バッテリー』をもって俳優業を引退、以降は野球に専念。
江戸川区立上一色中学校、駿台学園高等学校を卒業後、城西国際大学に進学。野球部では1年秋からベンチ入りし、エースとして活躍、大学4年次の2015年には全日本大学野球選手権大会に出場して同校に大会初勝利をもたらした。千葉県大学リーグ通算18勝を挙げた。同期に宇佐見真吾がいる。
大学卒業後の2016年には日本製紙に入社（所属は日本製紙パピリア）、石巻硬式野球部に7シーズン所属し、2022年をもって勇退した。

## 人物
子役時代は痩せ型で、身長も平均より低かった。しかし、芸能界を引退してから野球に専念するようになって練習も沢山行えるようになり、大学は都内から通えないことも無い距離ではあるものの、野球に専念しやすいように寮生活を送り、体重も増え、身長も大きくなった。
本当は早くに芸能界を辞めて野球に専念したかったが、予想に反してドラマや映画の仕事が増えてしまい、芸能マネージャーになかなか辞めさせてもらえず、また芸能界に戻る気持ちは全く無いらしく「普通に就職して野球をやりたい」と語っていた。
野球選手としては、右サイドスローの投手で、球速は社会人入り時点で最速141km/h。スライダー、シンカーなどの球種を投げ、四死球の少ない制球力を持っていた。

## 出演

### テレビドラマ
- ワンダフルライフ（2004年、フジテレビ） - 小野田淳平 役
- 松本清張 黒革の手帖 第1話（2004年、テレビ朝日）
- 月曜ミステリー劇場 棟居刑事シリーズ4 復讐（2004年12月、TBS）
- ちびまる子ちゃん（2006年、フジテレビ） - 浜崎のりたか（はまじ） 役
- 東京タワー 〜オカンとボクと、時々、オトン〜（2006年、フジテレビ） - 前野範人（少年時代） 役

### バラエティ
- おはスタ（テレビ東京）おはキッズ（2002年度）
- タモリ倶楽部（テレビ朝日） 空耳アワーVTR（2004年～）
- ザ!鉄腕!DASH!! （日本テレビ）ジャッキー＆TOKIO VS 100人刑事（2005年）

### 映画
- 赤い月（2003年）
- 座頭市（2003年）
- 髪からはじまる物語 第2話『あこがれ』（2005年） 松吉 役
- 楳図かずおの恐怖劇場〜ねがい（2005年）
- 亡国のイージス（2005年）
- 同じ月を見ている（2005年）
- 早咲きの花（2006年） 達夫 役
- バッテリー（2007年） 沢口文人 役

### CM
- ミツカン金のつぶ[6]
- ファンタ
- ケロッグ チョコクリスピー
- 明治乳業 エッセルスーパーカップ
- ポッカ 100レモン
- マクドナルド